# Aphanobius riesei
Aphanobius riesei is een keversoort uit de familie van de kniptorren (Elateridae). De wetenschappelijke naam van de soort is voor het eerst geldig gepubliceerd in 1999 door Rainer Schimmel.